# Lee Han
Lee Han (auch als Yi Han romanisiert; * 1970) ist ein südkoreanischer Filmregisseur und Drehbuchautor.

## Leben
Lee Han studierte Theater und Film an der Hanyang University in Seoul. Er begann seine Filmkarriere als Regieassistent von Bae Chang-ho für die Filme Love Story (러브 스토리, 1996) und My Heart (정 Jeong, 2000). 2002 veröffentlichte er mit Lovers’ Concerto seinen ersten eigenen Spielfilm. Das Melodrama handelt von einer Dreiecksbeziehung zwischen drei Freunden, gespielt von Cha Tae-hyun, Lee Eun-ju und Son Ye-jin. Danach schrieb er das Drehbuch zu Garden of Heaven (2003) und gehörte zum Autorenteam der KBS2-Fernsehserie Bodyguard.
Mit seinen folgenden Filmen festigte Lee seine Reputation als Regisseur für moderne Romantik. 2006 veröffentlichte er Almost Love (Cheongchun Manhwa ‚Jugendmanhwa‘) mit Kwon Sang-woo und Kim Ha-neul. 2007 folgte der Weihnachtsfilm My Love.
Während er mit seinen Liebesfilmen großen Erfolg hatte, führte ihn die Literaturverfilmung Punch auf große Filmfestival, darunter 2012 auf die Berlinale. Der Film basiert auf Kim Ryŏ-ryŏngs gleichnamigen Bildungsroman, auf Deutsch als Eins zwei. Eins zwei drei. erschienen. Der Film handelt von dem jungen Wandeuk, gespielt von Yoo Ah-in, der aus einer multikulturellen Familie entstammt. Sein Lehrer und Nachbar, gespielt von Kim Yoon-seok, ist sehr um Wandeuks Wohl besorgt, auch wenn dieser dies anfangs nicht bemerkt und als Schikane empfindet. Der Film wurde von Kritikern sehr gelobt.
2014 adaptierte Lee mit einem weiteren Bestsellerroman von Kim Ryŏ-ryŏng, Uahan Geojitmal. Der Film erschien mit dem internationalen Titel Thread of Lies. Der Film handelt von den Folgewirkungen des Selbstmordes eines jungen Mädchens. Die Schwester und ihre Mutter erfahren erst danach von den Umständen und wie es zum Suizid kam. Der Film erhielt positive Kritiken und wurde für seine fast ausschließlich weibliche Besetzung gelobt, mit Kim Hee-ae, Kim Hyang-gi, Ko Ah-sung, Kim Yu-jeong und Chun Woo-hee.

## Filmografie
- 2002: Lovers’ Concerto (연애소설 Yeonae Soseol)
- 2003: Garden of Heaven (Drehbuch)
- 2003: Bodyguard (보디가드; Drehbuch; Fernsehserie)
- 2006: Almost Love (청춘만화 Cheongchun Manhwa)
- 2007: My Love (내 사랑 Nae Sarang)
- 2011: Punch (완득이 Wandeuki)
- 2014: Thread of Lies
- 2019: Innocent Witness (증인 Jeungin)